# Автомагистраль D3 (Чехия)
Автомагистраль D3 (чеш. Dálnice D3), Будеёвицкая автомагистраль (чеш. Budějovická dálnice) — строящаяся чешская магистральная автомобильная дорога, которая соединит Прагу с Южночешским краем и Линцем. Запланированная длина 171 км, из которых 42 км построено.

## История
Строительство дороги началось в 1988 году на участке объездной дороги города Табор длинной 3,5 км. После завершения постройки (в 1991) году, однако, участок не был обозначен как автомагистраль (это произошло в 2013 году, когда были достроено продолжение на юг). Продолжение на север было начато в 1991 году и в 1994 ещё 2 км были открыты в половинчатой конфигурации (одна проезжая часть, используемая для проезда в обоих направлениях). Вторая проезжая часть была достроена в 2004-2005 гг. В 2007 году был открыт ещё один участок на север до границы со Среднечешским краем, последние 1,7 км этого участка, до 2009 года были в половинчатой конфигурации. О маршруте продолжения трассы на север ведутся споры. В 2013 году был открыт участок трассы на юг от Табора длинной 25 км. В 2015 году планируется продолжить строительство на юг к городу Ческе-Будейовице.

## Маршрут

### Описание маршрута
Построенный участок начинается населенном пункте Мезно на южной границе Среднечешского края, от которого ведет на юг и вскоре пересекает границу с Южночешским краем. В Южночешском крае обходит с востока города Табор, Сезимово-Усти и Собеслав. Построенный участок заканчивается около Весели-над-Лужници.